# Philippe Vannier (marin)
Pour les articles homonymes, voir Philippe Vannier et Vannier.
Philippe Vannier né le 6 février 1762 à Locmariaquert mort le 6 juin 1842 à Lorient était un officier de la Marine française et un explorateur qui vint au service de Nguyen Anh, futur empereur Gia Long d'Annam (aujourd'hui Viêt Nam).

## Biographie
Vannier est né à Locmariaquer en Bretagne. À partir de 1778, il a servi dans la Marine nationale française et a participé à la guerre d'indépendance américaine.
En 1789, Philippe Vannier entre, avec Godefroy de Forçanz, Jean-Baptiste Chaigneau et Jean-Marie Dayot au service de Nguyễn Ánh ou Gia Long, Empereur du Viet Nam, premier empereur de la dynastie Nguyễn (1802-1820), à la suite des encouragements de Mgr Pigneau de Béhaine. En 1790, Nguyễn Ánh lui confie le commandement d'un de ses navires. 
En 1792, il commande un navire de guerre fourni par Jean-Marie Dayot et participe à la bataille de Qui Nhơn. En 1800, Philippe Vannier est commandant du Phénix (Phuong-Phi), le plus grand navire de la marine de Nguyễn Ánh, avec 26 canons et 300 hommes. En avril 1801, il combat à nouveau devant le port de Qui Nhơn et est nommé général (brigadier) de la marine. La bataille ouvre la voie à l'invasion du nord du Viêt Nam par Nguyễn Ánh.
Son commandant en second est un autre Français, Renon, originaire de Saint-Malo.
Après la fin de la guerre en 1802 et la victoire de Nguyễn Ánh, Philippe Vannier reste au service de l'empereur vietnamien, en tant que mandarin. Il épouse une chrétienne vietnamienne, Madeleine Sel-Dong, avec laquelle il a plusieurs enfants. Il sert Nguyen sous le nom de Nguyen Van Chan jusqu'en 1826, mais quitte ensuite le Viêt Nam en même temps que Jean-Baptiste Chaigneau, peu après l'accession au trône de Minh Mạng.
Philippe Vannier meurt à Lorient le 6 juin 1842, son épouse vietnamienne décède dans la même ville le 6 avril 1878.
L'un de leurs petits-fils, Émile Vannier, officier de marine, participe à la campagne de Cochinchine en 1863-1864 et meurt en 1885.